# Phasia siberica
Phasia siberica är en tvåvingeart som beskrevs av Sun 2003. Phasia siberica ingår i släktet Phasia och familjen parasitflugor. Inga underarter finns listade i Catalogue of Life.